# Gianfranco Ciaurro
Gianfranco Ciaurro (Terni, 6 aprile 1929 – Roma, 29 novembre 2000) è stato un funzionario e politico italiano vicino al PLI. È stato Consigliere di Stato e Ministro per il coordinamento delle politiche comunitarie e per affari regionali del Governo Amato I. Dal 1993 al 1999 fu inoltre Sindaco di Terni.

## Biografia
Nacque a Terni da una famiglia di origini campane; suo padre Italo fu corrispondente e giornalista del Giornale d'Italia. Ciaurro era anche nipote di Ilario, noto pittore locale eletto negli anni sessanta come consigliere comunale indipendente nelle file del PCI.
Laureatosi in Giurisprudenza a Perugia nel 1951, nel 1961 diventò Consigliere parlamentare presso la Camera dei Deputati dirigendo importanti commissioni parlamentari come quella sul delitto di Aldo Moro, sul terrorismo in Italia, sulla P2 e sul caso Sindona. Contestualmente si occupò in prima persona dei lavori della Commissione bicamerale per le riforme istituzionali Bozzi.
Considerato uno dei più noti esperti di diritto pubblico e di regolamenti parlamentari e riforme istituzionali, oltre ad essere nominato Consigliere di Stato dal Presidente della Repubblica Carlo Azeglio Ciampi, fu avvocato patrocinante in Cassazione e professore universitario di diritto costituzionale e parlamentare. È stato inoltre segretario nazionale dell'Associazione Nazionale di Scienze Politiche e direttore della rivista "Nuovi Studi Politici".
Nel 1985 venne nominato estensore del processo verbale e vicesegretario generale vicario nel 1988. Diventato Segretario generale della Camera dei deputati nel 1989, fu tra i primi a valorizzare il filone della riflessione della burocrazia parlamentare sul suo proprio ruolo, di alta consulenza istituzionale verso la politica nazionale, evidenziando anche aspetti legati alle problematiche dei resoconti dei lavori parlamentari 
Ciaurro fu anche assessore al Comune di Roma fra il dicembre 1991 e l'aprile 1993, preposto al Bilancio, nella seconda giunta guidata da Franco Carraro, detta "Carraro-bis". Fu inoltre Ministro per il coordinamento delle politiche comunitarie e affari regionali del Governo Amato I, dal 21 febbraio al 28 aprile 1993.

### Forza Italia e sindaco di Terni
Con Antonio Martino si recò ad Arcore nell'autunno del 1993 per spiegare a Silvio Berlusconi l'effetto della nuova legge elettorale e le straordinarie opportunità di una sua discesa in campo; ne ricavò la tessera n. 3 di Forza Italia.
In quello stesso anno, prima della nascita di Forza Italia e del Polo, venne eletto sindaco di Terni con la lista civica Alleanza per Terni, il primo designato a suffragio universale diretto e il primo non di sinistra dalla fine del fascismo.
Nominato coordinatore regionale di Forza Italia, Ciaurro venne poi rieletto come primo cittadino della città di Terni nel 1997, con l'appoggio di una coalizione riconducibile al Polo per le Libertà. Nel 1999, a seguito del perdurare di contrasti interni con i partiti della maggioranza consiliare che lo sosteneva, rassegnò due volte le dimissioni dalla carica, per poi presentarle ufficialmente al presidente del consiglio comunale con una lettera in cui scriveva di essere favorevole ad "un ricorso alle urne". In tale circostanza ricevette anche la solidarietà di Silvio Berlusconi. Le conseguenti elezioni comunali anticipate videro la vittoria di Paolo Raffaelli, candidato della sinistra.
Eletto successivamente consigliere della Provincia di Terni, morì a Roma il 29 novembre 2000.
Nel 2008 è stato intitolato alla sua memoria un parco pubblico a Terni .

## Opere
Ciaurro fu autore dei seguenti saggi, molto noti negli ambienti del diritto costituzionale:
- Gli istituti della democrazia, Giuffrè, 1973;
- Le istituzioni parlamentari, Giuffrè, 1981;
- Anatomia di una costituzione, Armando, 1983;
- Le Camere del Parlamento, Colombo, 1988.

## Onorificenze e riconoscimenti
- Premio internazionale San Valentino d'Oro 1986[2]
- Premio Kroton 1989[2]
- Premio educazione al civismo e alla responsabilità dell'organizzazione internazionale - École Instrument de Paix[2]